# Vanneau à tête grise
Vanellus cinereus
Espèce
Statut de conservation UICN

 LC  : Préoccupation mineure
Le Vanneau à tête grise (Vanellus cinereus) est une espèce d'oiseaux de la famille des Vanellinae.

## Description
Le Vanneau à tête grise mesure de 34 à 37 cm. Comme son nom l'indique, il a la tête mais aussi le bec de couleur grise. Le poitrail est rayé gris foncé et le ventre est de couleur blanche. Le dos est brun, le croupion blanc et la queue noire. En vol, il est particulièrement reconnaissable avec des primaires noires, du blanc sous les ailes et sur les rémiges secondaires, et du brun sur les couvertures ailaires.
Les adultes des deux sexes ont un plumage similaire toutefois les mâles sont d'une taille généralement plus grande que les femelles. Les juvéniles have the grey areas of plumage tinged with grey, des rayures moins prononcées sur le poitrail et des franges claires sur le dessus des ailes et les couvertures ailaires.

## Comportement
Il s'agit d'un oiseau grégaire.
La ponte a lieu d'avril à juillet dans les prairies humides, les champs de riz ou en lisière des marécages.

## Habitat et répartition
Il niche principalement en Manchourie, mais aussi sur l'île d'Honshu et le littoral est de la Chine. On peut le rencontrer occasionnellement en Russie, aux Philippines, en Indonésie, en Nouvelle-Galles du Sud ou en Australie.
La migration se fait vers des habitats similaires. Les populations continentales hibernent au nord-est de l'Inde et au Cambodge. Les oiseaux se trouvant au Japon migrent, au moins partiellement, au sud d'Honshū.

## Régime alimentaire
Le régime alimentaire de cet oiseau se compose d'insectes, vers et mollusques capturés dans l'eau peu profonde.